# Río Seco (departamento)

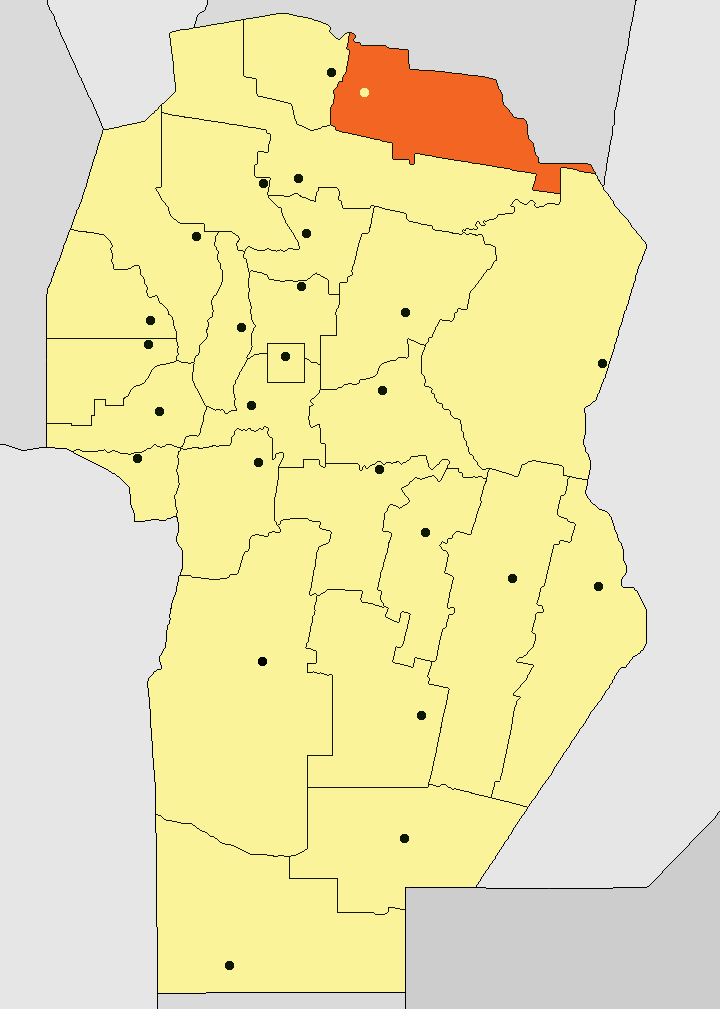
Localização do departamento Río Seco.

Río Seco é um departamento da Argentina, localizado na província de Córdova. Possuía, em 2019, 15.326 habitantes.